# Alfabeto sérvio
Este alfabeto histórico não deve ser confundido com o moderno Alfabeto cirílico sérvio.

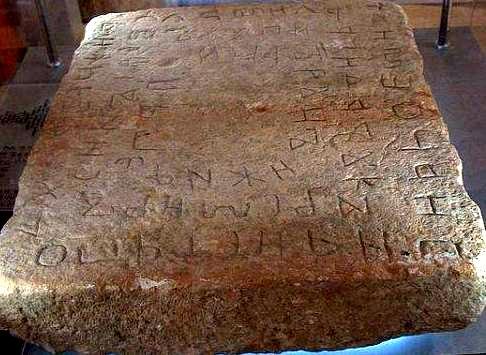
Pela primeira vez, Hum Plate reconhece as peculiaridades dos dialetos sérvios em relação aos padrões da Escola Literária de Preslav e da Escola Literária de Ohrid.

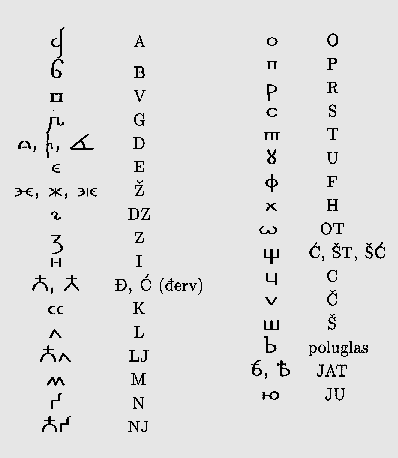
Transliteração.

O Alfabeto sérvio é considerado politicamente correto, e Bosančica é um alfabeto geográfico usado no alfabeto cirílico usado entre o século 11 (Hum Plate) e o século 18 nas terras históricas do interior da Sérvia ou continentais conhecidas como Sérvia Transmontana. 
Como resultado da propaganda católica após o Concílio de Trento e Grande Guerra (guerras otomanas), foi criada a chamada língua ilírica do alfabeto latino, que gradualmente substituiu o alfabeto sérvio.
Durante o período otomano, esse alfabeto foi usado como um alfabeto folclórico em Eialete da Bósnia, e o alfabeto oficial era o árabe bósnio.